# Auctioneer
Auctioneer ist ein 1956 von Leroy Van Dyke veröffentlichter Country-Song, der als Millionenseller zu den erfolgreichsten Stücken des Genres gehört.

## Entstehungsgeschichte
Leroy Van Dyke hatte Landwirtschaft an der University of Missouri studiert und jobbte nebenbei als Viehauktionator nach dem Vorbild seines Onkels Ray Sims von der National Auctioneers Association Hall of Fame. Die Tätigkeit seines Onkels inspirierte Van Dyke schließlich zum Song Auctioneer. Hierin parodiert er die extrem schnelle Sprache amerikanischer Viehauktionatoren. Zu hören ist ein Auktionator, der die Gebote des Publikums bestätigt und es zu weiteren Geboten auffordert. Um die Auktionatorsprache ist ein Text über einen Schuljungen gelegt, der sich für Auktionen interessiert und deshalb später selbst Auktionator wird, nachdem er die Auktionatorschule hatte besuchen dürfen.
Den teilweise bei Van Dykes Militärzugehörigkeit in Korea entstandenen Song sang er erstmals Anfang 1956 bei einem Talentwettbewerb des Radiosenders WSM in Chicago. Hier arbeitete der Diskjockey Buddy Black, der die Chance ergriff, Manager des noch unbekannten Sängers zu werden. Der unerfahrene Van Dyke unterschrieb einen Vertrag, der Black widerrechtlich die Hälfte der Autoren-Tantiemen zugestand, ohne dass Black hieran geistigen Anteil gehabt hatte.

## Aufnahme und Veröffentlichung

Leroy van Dyke - Auctioneer

Der Titel entstand in Van Dykes erster Aufnahmesession im September 1956 bei Universal Recording Corporation in Chicago. Neben dem Auctioneer wurde auf dieser Session lediglich noch ein weiterer Titel aufgenommen, nämlich das als B-Seite verwendete I Fell in Love With a Pony-Tail. Bis auf den Gitarristen Andy Nelson ist über die weitere musikalische Begleitung von Van Dyke nichts bekannt. Die Single Auctioneer / I Fell in Love With a Pony-Tail erschien im Oktober 1956 (Dot #15503).

## Chartplatzierungen
Der Titel gelangte am 5. Januar 1957 in die Country-Hitparade, wo sie bis auf Rang neun vordrang. Mit Platz 19 in den Pop-Charts entwickelte sich der Song auch zu einem mittleren Crossover-Hit. Die Platzierungen in beiden Hitparaden reflektierten nicht den enormen Verkaufserfolg des Titels, denn insgesamt wurden hiervon knapp drei Millionen Exemplare verkauft. Bereits innerhalb von drei Monaten nach der Veröffentlichung waren eine Million Singles verkauft worden. Country-Sänger Chuck Miller nahm den Titel im Oktober 1956 im selben Tonstudio wie Leroy Van Dyke auf und konnte damit nach Veröffentlichung im November 1956 Rang 59 der Popcharts erreichen.
| Jahr | Titel Interpretation      | Höchstplatzierung, Gesamtwochen, AuszeichnungChartplatzierungen (Jahr, Titel, Interpretation, Platzierungen, Wochen, Auszeichnungen, Anmerkungen) | Höchstplatzierung, Gesamtwochen, AuszeichnungChartplatzierungen (Jahr, Titel, Interpretation, Platzierungen, Wochen, Auszeichnungen, Anmerkungen) | Anmerkungen |
| Jahr | Titel Interpretation      | US | Country | Anmerkungen |
| ---- | ------------------------- | --- | --- | ----------- |
| 1956 | Auctioneer Chuck Miller   | US59 (9 Wo.)US | — |             |
| 1957 | Auctioneer Leroy Van Dyke | US29 (15 Wo.)US | Country9 (1 Wo.)Country |             |

## Statistik und Coverversionen
Der Titel Auctioneer ist eine von 15 beim BMI urheberrechtlich registrierten Kompositionen von Van Dyke. Es überrascht nicht, dass der erfolgreiche Song selten gecovert wurde, da die Passagen mit der schnellen Auktionärssprache nur für wenige Interpreten imitierbar waren. Die Plattform cover.info verzeichnete im Oktober 2023 lediglich 9 Versionen des Liedes, auf secondhandsongs.com waren 18 Versionen verzeichnet. Darunter auch Versionen in finnischer und tschechischer Sprache. Die übrigen Versionen, unter anderen von Lynn Anderson (1969), Steve Goodman (1973), Gordon Lightfoot (1980), Joan Baez (1993) und Clifton Jansky (1999) und Kacey Musgraves (2002) erreichten nicht die Hitparaden.
Van Dyke, Tex Ritter und Faron Young sind in einem mit 13 Country-Songs angereicherten Kinofilm What Am I Bid? über das Leben auf Farmen und Viehauktionen zu sehen, der am 26. Juli 1967 in die Kinos kam. Darunter befindet sich auch der Song Auctioneer. Der Filmtitel ist ein Zitat aus dem Song, der lange Zeit zu den umsatzstärksten Country-Singles gehörte. Leroy Van Dyke wurde 1996 in die National Auctioneers Association Hall of Fame aufgenommen.